# Ignacy Steinhaus

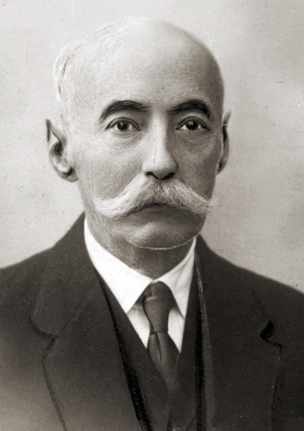
Ignacy Steinhaus

Ignacy Steinhaus (* 15. Jänner 1860 in Jasło, Galizien; † 17. März 1928 in Krakau) war ein österreichisch-polnischer Rechtsanwalt und Politiker. Er war Abgeordneter zum Abgeordnetenhaus des Österreichischen Reichsrats und Mitglied des polnischen verfassungsgebenden Sejm.

## Leben
Ignacy Steinhaus wurde als Sohn des Versicherungsbeamten Józef Steinhaus geboren. Er besuchte bis 1879 das Gymnasium in Jasło und studierte danach von 1879 bis 1880 sowie von 1881 bis 1882 Rechtswissenschaft an der Universität Wien. Dazwischen sowie von 1882 bis 1883 absolvierte er das Studium an der Universität Krakau. Im Jahr 1885 promovierte er in Krakau zum Dr. iur.
Steinhaus begann seine berufliche Laufbahn als Rechtspraktikant am Landesgericht Krakau und wurde 1882 Advokaturskonzipient in Krakau. Zwischen 1890 und 1925 arbeitete er als selbständiger Advokat in Jasło, zudem war er ab 1900 Besitzer des Guts Sławęcin in der heutigen Gemeinde Skołyszyn (Bezirk Jasło). Nach dem Ende des Ersten Weltkriegs war Steinhaus als Verwaltungsrat mehrerer galizischer Industrieunternehmen tätig.
Steinhaus heiratete vor 1891 Malwina Rucker und wurde Vater eines Sohnes und zweier Töchter. Sein Sohn fiel 1915 im Ersten Weltkrieg, eine Tochter starb 1918.

## Politik
Steinhaus war zwischen 1900 und 1914 Mitglied der Bezirksvertretung Jasło und Gemeinderat von Jasło. Zudem gehörte er von 1901 bis 1914 de Bezirksausschuss an. Bei der Reichsratswahl 1911 trat Steinhaus mit Unterstützung des Statthalters als unabhängiger konservativer Kandidat gegen den vom polnischen Nationalrat (Rada Narodowa) unterstützten Amtsinhaber Stanisław Starzyński im Wahlbezirk Galizien 30 an. Steinhaus konnte sich als jüdischer Kandidat gegen den antisemitisch eingestellten Starzyński durchsetzen, wobei er als jüdische Kandidat vom stark jüdisch geprägten Wahlbezirk profitierte. In der Folge kam es zu heftigen Attacken gegen seine Person, woraufhin Steinhaus aus der Partei der Nationalen Rechten (Krakauer Konservative) austrat. Ebenso schied er knapp nach der Wahl aus dem polnisch-konservativen Polenklub (Koło polskie) im Abgeordnetenhaus aus. 
Steinhaus war nach dem Ersten Weltkrieg von 1919 bis 1922 Mitglied des polnischen verfassungsgebenden Sejm.